# Associazione Sportiva Racing Sporting Club Nuoto Roma
L'Associazione Sportiva Racing Sporting Club Nuoto Roma, o semplicemente Racing Roma, è una società pallanuotistica di Roma. 

## Storia
Fondata nel 1976 dai fratelli Schembrì, dopo aver vinto nel 1985 il campionato di Serie C e nel 1999 quello di Serie B, ha partecipato al campionato nazionale di Serie A2 dal 2000 al 2004, quando la sezione pallanuotistica maschile si è fusa con quella della Società Sportiva Roma dando vita all'Associazione Sportiva Roma Pallanuoto. La squadra femminile, invece, dal 1990 al 1997 ha disputato la Serie A1, mentre nel 2008 e fino al 2015 ha militato in Serie A2. Nel 2016 è stata assorbita dal 3T Frascati Sporting Village. La squadra maschile è stata nuovamente attiva dal 2015 al 2019 in Serie C.

## Rosa Femminile 2012-2013
| N° |                   | Ruolo | Giocatore          |
| -- | ----------------- | ----- | ------------------ |
|    | Italia (bandiera) | P     | Lisa Riccardi      |
|    | Italia (bandiera) | P     | Sofia Zitelli      |
|    | Italia (bandiera) | D     | Ilaria Moretti     |
|    | Italia (bandiera) | D     | Martina Giaccari   |
|    | Italia (bandiera) | D     | Beatrice Sacco     |
|    | Italia (bandiera) | D     | Irene De Leo       |
|    | Italia (bandiera) | CV    | Nadia Pietrafitta  |
|    | Italia (bandiera) | CV    | Flavia Muccio      |
|    | Italia (bandiera) | CV    | Flavia De Luca     |
|    | Italia (bandiera) | CV    | Giorgia Bartolucci |

| N° |                   | Ruolo | Giocatore         |
| -- | ----------------- | ----- | ----------------- |
|    | Italia (bandiera) | CV    | Francesca Nappi   |
|    | Italia (bandiera) | CV    | Federica Angiulli |
|    | Italia (bandiera) | CV    | Luana Fortugno    |
|    | Italia (bandiera) | A     | Gloria Citoni     |
|    | Italia (bandiera) | A     | Agnese Novelli    |
|    | Italia (bandiera) | A     | Michela Mancini   |
|    | Italia (bandiera) | CB    | Erika Lania       |
|    | Italia (bandiera) | CB    | Francesca Donato  |
|    | Italia (bandiera) | CB    | Noemi Bianchi     |

| Allenatore: | Lorenzo Tomasi |